# Eileen Hiscock
Eileen May Hiscock-Wilson, angleška atletinja, * 25. avgust 1909, London, Anglija, Združeno kraljestvo, † 3. september 1958, London.
Nastopila je na olimpijskih igrah v letih 1932 in 1936, osvojila je srebrno in bronasto medaljo v štafeti 4x100 m ter peto mesto v teku na 100 m. Na igrah Britanskega imperija je leta 1934 osvojila zlate medalje v tekih na 100 in 220 jardov ter v štafeti 3x110/220 jardov, v štafeti 4x110/220 jardov pa srebrno medaljo.